# Ectropis deterrens
Ectropis deterrens är en fjärilsart som beskrevs av Max Joseph Bastelberger 1907. Ectropis deterrens ingår i släktet Ectropis och familjen mätare. Inga underarter finns listade i Catalogue of Life.